# Fraunhofer-Institut für Angewandte Informationstechnik

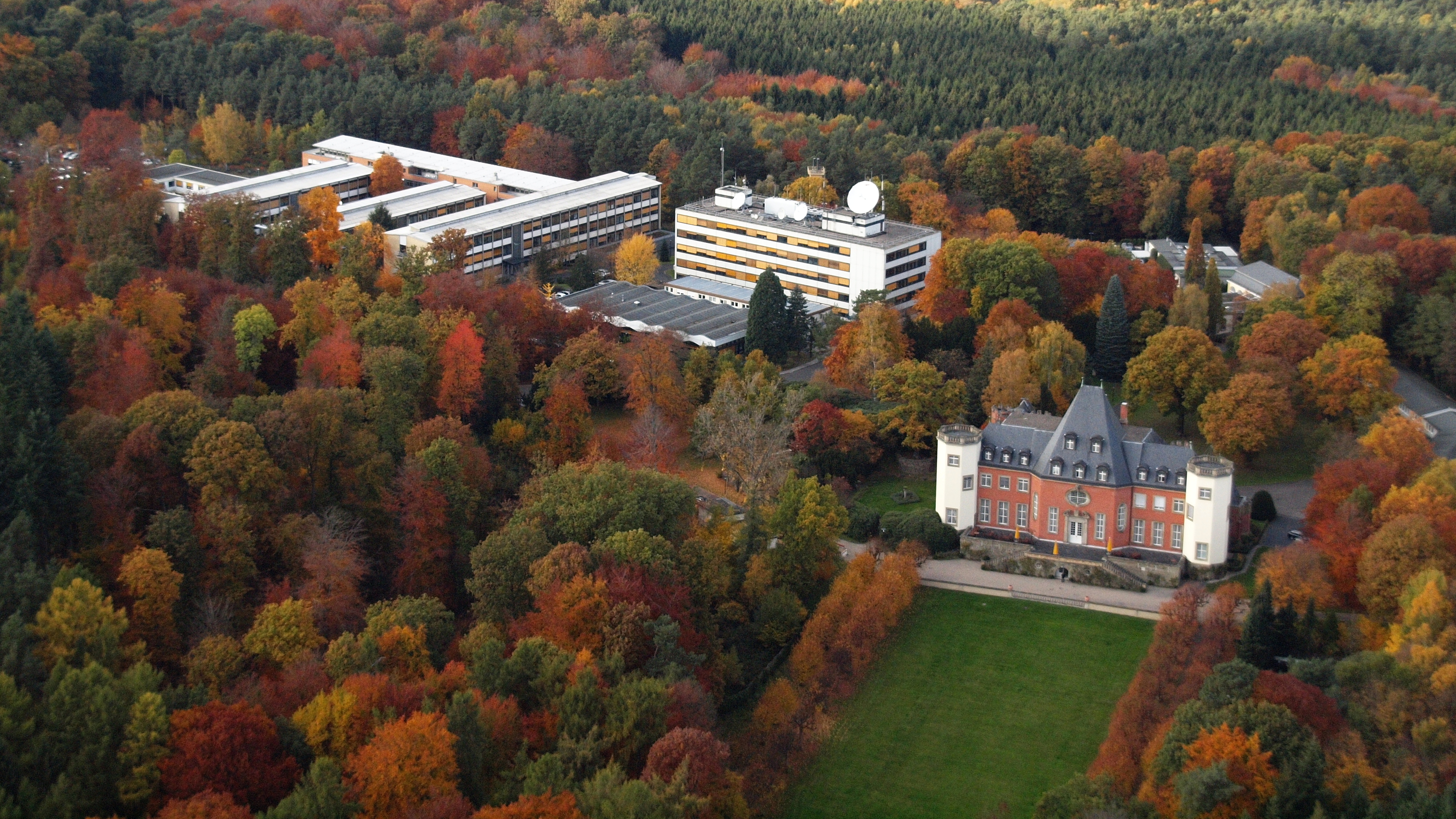
Schloss Birlinghoven – Fraunhofer-Institut für Angewandte Informationstechnik, Luftaufnahme (2015)

Das Fraunhofer-Institut für Angewandte Informationstechnik FIT ist eine Einrichtung der Fraunhofer-Gesellschaft. Das Institut hat seinen Sitz in Sankt Augustin auf dem Campus Schloss Birlinghoven und widmet sich der angewandten Forschung im Bereich nutzerorientierte Informations- und Kooperationssysteme.

## Geschichte
Die Gründung geht auf das Jahr 1968 und die ehemalige Gesellschaft für Mathematik und Datenverarbeitung GmbH (GMD) zurück. Seit der Fusion von GMD und Fraunhofer-Gesellschaft im Juli 2001 ist Fraunhofer FIT ein Institut der Fraunhofer-Gesellschaft.
2011 wurde an der Universität Augsburg die Projektgruppe „Wirtschaftsinformatik“ von Hans Ulrich Buhl gegründet.

## Forschungsschwerpunkte
Die Forschung des Fraunhofer FIT gliedert sich in die vier Anwendungsdomänen Digitale Energie, Digitale Gesundheit, Digitale Nachhaltigkeit.und Digital Business.
Die Informatik-Abteilungen des Instituts leiten sich aus seinen fünf Kernkompetenzen ab:
- Human-Centered Engineering & Design führt die langjährige Forschungslinie des Instituts fort und unterstützt Unternehmen bei der Entwicklung benutzerfreundlicher, interaktive Systeme.
- Kooperationssysteme behandelt ein bereits lange beim Fraunhofer FIT verankertes Thema: Die kooperative Zusammenarbeit und Nutzung verteilter Daten oder Services auf verschiedenen Ebenen – etwa durch Mixed Reality oder Blockchain-Technologie.
- Data Science & Künstliche Intelligenz treibt den digitalen Wandel voran, indem Daten und Wissen systematischer und flexibler als bisher verarbeitet, organisiert und analysiert werden. Hier sind die Bereiche Process Mining und semantische Datenintegration hervorzuheben.
- Mikrosimulation & Ökonometrische Datenanalyse liefert seit über 30 Jahren unter anderem der Bundesregierung evidenzbasierte Vorhersagen zur Auswirkung politischer Entscheidungen, etwa zu Steuerprognosen unter Berücksichtigung des demografischen Wandels.
- Information Systems Engineering ist spezialisiert auf die zielgerichtete Exploration digitaler Technologien im Unternehmenskontext über Soft- und Hardware-Demonstratoren, die Auswahl und Einführung komplexer Unternehmenssoftware sowie Konzepte für relevante Managementfragen im IT-Umfeld.

## Infrastruktur
Im Institut arbeiten rund 400 Wissenschaftlerinnen und Wissenschaftler der Fachrichtungen Informatik, Sozialwissenschaft, Wirtschaftswissenschaft, Psychologie und Ingenieurwissenschaft. Der Anteil an Frauen liegt bei etwa 20 %.
Das Institut wird von Stefan Decker geleitet, der auch dem Lehrstuhl für Informatik 5 (Informationssysteme) an der RWTH Aachen vorsteht.
Neben seinem Hauptstandort in Sankt Augustin und Aachen sind der Institutsteil Wirtschaftsinformatik an der Universität Augsburg und Bayreuth und das Fraunhofer-Anwendungszentrum Symila in Hamm weitere Nebenstellen.